# 散文家
散文家是一種常見的作家形式，因為散文是一種比較隨性、短篇的文章。常為雜誌和報章所採用。
知名的散文家有：
- 朱自清
- 汪曾祺
- 杏林子
- 冰心
- 徐志摩
- 张爱玲
- 郁达夫
- 黃永武
- 孙犁
- 劳伦斯
- 博尔赫斯

等等。